# Гавел из Лемберка
Гавел из Лемберка (чеш. Havel z Lemberka; ум. в 1366 году) — средневековый чешский аристократ из панского рода Лемберков, генеральный приор Чешской провинции ордена иоаннитов в 1334/1337—1366 годах.

## Происхождение
Гавел из Лемберка стал первым генеральным приором Чешской провинции ордена иоаннитов из влиятельного северочешского феодального рода Марквартовичей (точнее, из его ветви — панов из Лемберка). Гавел, по-видимому, был младшим сыном пана Ярослава из Турнова и Лемберка (умер около 1289 года) и, таким образом, внуком Гавела I из Лемберка и Святой Здиславы Лемберкской. В семье Ярослава из Лемберка было четыре сына, каждый из которых носил имя Гавел и отличался от братьев лишь оригинальным прозвищем (если Гавел из Лемберка был сыном Ярослава, то его старшими братьями были Гавел Баран, Гавел Рыба и Гавел Гриб). Тем не менее, родственные связи Гавела с родом Лемберков нельзя признать однозначно определёнными, поскольку генеалогия Марквартовичей начала XIV века не до конца реконструирована.

## Духовно-рыцарская карьера
Гавел из Лемберка был избран главой Чешской провинции ордена иоаннитов после смерти генерального приора Михаеля из Тинца, последнее упоминание о котором относится к грамоте, датированной 24 апреля 1334 года. Сложно установить год избрания Гавела из Лемберка генеральным приором, первое письменное упоминание о нём в этой должности относится к 25 марта 1337 года, вероятно, он был избран между 1334 и 1337 годами. В отличие от своих предшественников и, особенно, преемников, Гавел из Лемберка не принимал заметного участия в чешской политике и, вероятно, редко бывал при королевском дворе. Он не участвовал в коронационной поездке Карла Люксембургского в Рим в 1355 году, в которой вместо него короля сопровождал пражский комтур Ченек из Вартенберка. Вместе с тем, Гавел имел существенное влияние при дворе первого архиепископа Пражского Арношта из Пардубиц, с которым состоял в дружеских отношениях (в своих письмах Арношт называл его «своим дорогим другом» — amici nostri dilecti), что могло быть последствием их возможного совместного обучения в приходской школе иоаннитов в Кладско.
Именно в 30-х годах XIV века был завершён процесс конституирования самостоятельной Чешской провинции ордена. Повседневные усилия Гавела из Лемберка были направлены на улучшение администрации орденских структур, укрепление и увеличение имущественного комплекса «молодой» Чешской провинции, о чём, в частности, свидетельствует большое количество сохранившихся документов, касающихся небольших пожертвований, покупок и других операций с орденским имуществом. Ни один другой глава Чешской провинции так часто не посещал австрийские орденские дома и не проявлял столь пристального интереса к делам австрийских комтурств (коменд), входивших в его юрисдикцию, как Гавел из Лемберка (впервые он посетил коменду в Майльберге уже в 1338 году, затем посещал Австрию в 1358 и 1361 году). Усилиями Гавела провинция получила от короля несколько новых привилегий, в частности, в 1343 году он добился от Яна Люксембургского (с согласия маркграфа Моравии Карла Люксембургского) исключения крепостных крестьян ордена иоаннитов из подведомственности чешских земских судов. Отныне дела этих крепостных рассматривались специальными представителями ордена в соответствии с нормами немецкого права и правовыми обычаями близлежащих городов (в 1352 году Карл Люксембургский, будучи уже королём Чехии, подтвердил данную привилегию для иоаннитского комтурства в Кладско). Кроме того, по настоянию Гавела в 1358 году в Нюрнберге Карл Люксембургский подтвердил имущественные права и привилегии Страконицкого комтурства и госпиталя, а также приходского дома иоаннитов в Гораждёвице. В 1348 году Гавел добился от короля Карла подтверждения ряда имущественных и судебных привилегий, предоставленных пражским иоаннитам королями Пршемыслом Отакаром II (в 1272 году), Вацлавом II (в 1295 году) и Яном Люксембургским (в 1319 и 1343 годах).
Основными центрами иоаннитов в Чехии при Гавеле из Лемберка были Малостранское и Страконицкое комтурства, кроме которых действовали ещё коменды в Манетине, Просковице, Чески-Дубе, Кадани и две Младоболеславские коменды — при костёле Святого Иоанна и костёле Святого Вита. Иоанниты Гораждёвице находились в юрисдикции Страконицкой коменды, равно как и иоанниты Радомишля. Последний был незадолго до 1359 года подарен Страконицкому комтурству паном Вилемом из Стракониц с согласия и в присутствии генерального приора Гавела из Лемберка. При Гавеле из Лемберка Малостранское комтурство несколько увеличило свои земельные владения, приобретя четыре новые деревни и частично ещё две. К 1357 году относится первое упоминание о юрисдикции иоаннитов над костёлом Святого Прокопа на Мала-Стране. Гавел содействовал и развитию орденских структур на территории Моравии, здесь в феврале 1360 года в замке Орловице состоялось собрание капитула Чешской провинции ордена при участии Гавела из Лемберка.
В 1359 году Гавел из Лемберка добился передачи ордену иоаннитов госпиталя в Опаве, после чего иоанниты прочно и надолго закрепились в этой части Силезии и вскоре в Опаве было организовано отдельное комтурство, пользовавшееся особым покровительством опавского князя Микулаша II. Делам селезских комтурств, важнейшие из которых базировались в Вельки-Тинце, Мала-Олеснице и Вроцлаве, Гавел из Лемберка также уделял пристальное внимание: в 1340, 1354 и 1355 годах он посещал Мала-Олесницу, в 1342 году — Бжег, в 1347 году — Вельки-Тинец. В 1355 году Гавел предоставил членам коменды в Вельки-Тинце право получать денежное содержание и другие дары от светских и духовных лиц. Правой рукой Гавела из Лемберка в Силезии был тинецкие комтуры Ондржей, затем Кнехт фон Гаугвиц, которые носили титул представителя генерального приора в Польше. Большим влиянием пользовался также олесницкий комтур Земовит Цешинский. Успешно развивалась и Вроцлавская коменда с городским госпиталем иоаннитов, которая получала существенные доходы от близлежащего серебряного рудника. В 1353 году Гавел из Лемберка лично приобрёл некое имение для госпиталя Вроцлавской коменды, а летом 1360 года подтвердил коменде право владения селом Пильчице (ныне микрорайон в северо-западной части Вроцлава).
Последнее упоминание о Гавеле из Лемберка относится к одной из грамот генерального капитула ордена иоаннитов, прошедшего в Авиньоне 20 января 1366 года. В грамотах Чешской провинции ордена в качестве генерального приора фигурирует уже Ян из Звиржетиц.

## Описание герба и печатей
Представление о гербе Гавела из Лемберка можно составить исключительно по сохранившимся оттискам его печати, что не позволяет однозначно установить тинктуры отдельных элементов герба. Двумя основными геральдическими знаками герба Гавела была серебряная (или золотая) шагающая однохвостая львица (или лев) Марквартовичей с поднятой правой передней лапой в червлёном (или лазоревом) поле и трёхгранный геральдический щит, вертикально поделённый пополам на золотую (или серебряную) и чернёную части, который помещался посреди туловища львицы. Данный герб использовался Гавелом из Лемберка на круглой печати диаметром 33 мм на протяжении всего периода его нахождения в должности генерального приора ордена. Самый ранний оттиск с этим гербом содержится в грамоте, датированной 12 марта 1337 года. Другая печать Гавела — большая круглая диаметром 57 мм — содержит более сложную композицию, в которой, помимо прочего, используются три геральдических символа. Посреди поля печати изображена во фронт в полный рост стоящая фигура Святого Иоанна Крестителя с нимбом над головой, чуть повёрнутой вправо. Босой Иоанн по колени закутан в богатую рясу, в левой руке держит нимб, внутри которого находится пасхальный агнец с военной хоругвью. Над правым плечом святого изображён трёхгранный геральдический щит с прямым крестом, справа от Иоанна на уровне ног — трёхгранный щит, вертикально поделённый пополам на гладкую и решётчатую части, слева на уровне ног — трёхгранный щит с шагающей львицей Марквартовичей. Сохранилось восемь оттисков большой печати Гавела из Лемберка, датированных периодом периодом с 1346 по 1365 годы.